# Helen Lenskyj
Helen Jefferson Lenskyj (Sídney, 15 de abril de 1943) es una socióloga e historiadora canadiense. Nacida y criada en Australia, cursó estudios de posgrado en la Universidad de Toronto, donde posteriormente se convirtió en profesora. Estudiosa de los estudios olímpicos, escribió varios libros de historia del deporte, como Out of Bounds: Women, Sport and Sexuality (1986), Olympic Industry Resistance (2008), Sexual Diversity and the Sochi 2014 Olympics (2014) y Gender, Athletes' Rights, and the Court of Arbitration for Sport (2018), así como una autobiografía titulada A Lot to Learn (2005).

## Biografía
Lenskyj nació el 15 de abril de 1943 en Sídney (Australia), en el seno de una familia de clase trabajadora de ascendencia inglesa y escocesa. Su bisabuelo fue exiliado a una colonia penal australiana. Se educó en la escuela Kambala y en el Sydney Kindergarten Teachers' College, donde obtuvo su diploma en educación infantil en 1964.
Tras emigrar a Canadá, trabajó como instructora y supervisora de programas para el Ministerio de Cultura y Ocio mientras estudiaba en la Universidad de Toronto, donde se licenció en 1977. Además de trabajar como profesora en la Universidad James Cook en 1978, realizó estudios de posgrado en la Universidad de Toronto, donde obtuvo un máster en 1981 y un doctorado en 1983. Su tesis doctoral fue The role of physical education in the socialization of girls in Ontario, 1890–1930.
En 1986, comenzó a trabajar en la Facultad de Educación de la Universidad de Toronto (ahora Instituto de Estudios de Educación de Ontario) como profesora a tiempo parcial. Fue ascendida a profesora asociada en 1991 y a profesora titular en 1997, antes de jubilarse en 2007. También trabajó como investigadora principal en la Universidad de Toronto, así como asesora de investigación para el Programa de Mujeres Deportistas y Aficionadas del Gobierno y miembro de la red de investigación del Consejo de Salud, Bienestar y Justicia Social del Primer Ministro.
Sus investigaciones se centran en el deporte femenino y los estudios olímpicos. Es autora de varios libros sobre historia del deporte, entre ellos Out of Bounds: Women, Sport and Sexuality (1986), Inside the Olympic Industry (2000), The Best Ever Olympics: Social Impacts of Sydney 2000 (2002), Out on the Field (2003), y Olympic Industry Resistance (2008). Dejó de escribir sobre los Juegos Olímpicos hasta que se enteró de los comentarios de Yelena Isinbayeva en contra de las uñas con los colores del arco iris pro-LGBT, lo que la inspiró a escribir Sexual Diversity and the Sochi 2014 Olympics (2014). Después escribió otro libro, Gender, Athletes' Rights, and the Court of Arbitration for Sport (2018).
Fue coeditora de la revista Resources for Feminist Research (1987-1990), así como miembro del consejo editorial de Women in Sport and Physical Activity Journal (1993-1996) y Journal of Sport and Social Issues (1994-?). En 2005, escribió una autobiografía titulada A Lot to Learn. También ha escrito manuales de instrucción dirigidos a educadores. En 1990 ganó el premio Canadian Women & Sport Breakthrough por su trabajo sobre la historia del deporte femenino, así como el premio Riddell de la Ontario Historical Society en 1991.
Ella es lesbiana y se involucró en el activismo LGBT, incluso con The ArQuives. Fue miembro ejecutivo de Canadian Women & Sport en 1985. En 2004, recibió el premio del Día de las Personas Municipales de Toronto en relación con su activismo por los derechos de las mujeres.
Ella vive en Toronto.